# Rocío Martínez-Sampere i Rodrigo
Rocío Martínez-Sampere i Rodrigo (Barcelona, 19 d'agost de 1974) és una economista i política catalana, diputada pel PSC al Parlament de Catalunya en la VIII, IX i X legislatures. Des d'octubre del 2015 és la directora de la Fundación Felipe González.

## Biografia
Llicenciada en ciències econòmiques i empresarials per la Universitat Pompeu Fabra, ha fet un màster en economia i un màster en ordre públic i administració pública a la London School of Economics and Political Science. Ha cursat estudis de doctorat en economia. Ha exercit la docència a la London School of Economics and Political Science (1997-1998), la Universitat Oberta de Catalunya (2002-2004) i l'Institut Barcelona, American University (2003-2005).
Ha treballat com a economista a les empreses IDEA i Fabian Society (1998-1999), com a coordinadora de l'equip de recerca de la Fundació Rafael Campalans (2000-2004), com a tècnica analista del govern local en el Centre per a la Innovació Local de l'organisme autònom Flor de Maig, de la Diputació de Barcelona (2000-2002) i com a responsable del gabinet del president de la fundació CIDOB (2000-2004), ha treballat a la Direcció d'Anàlisis i Prospectiva de l'Oficina del President de la Generalitat de Catalunya del 2004 al 2010.
Militant del Partit dels Socialistes de Catalunya, és patrona i membre de l'executiva de la Fundació Rafael Campalans. Va ser escollida diputada a les eleccions al Parlament de Catalunya de 2006, del 2010 i del 2012. Va deixar l'escó del Parlament el 18 de juny de 2015. Col·labora en programes de diversos mitjans, com El món a RAC1.